# آماتور
واژهٔ آماتور یا غیرحرفه‌ای از زبان فرانسوی گرفته شده‌است. در زبان فرانسوی قدیم، amator «عاشق» معنی می‌داد. در زبان لاتین این واژه را amatorem می‌گفتند که «عاشق» معنی می‌دهد. این واژه را تقریباً تمام جهان می‌دانند در فرهنگ بشری جهان آماتور چنین مفهوم می‌دهد.
۱. شخصی که یک فعالیت مثلاً «ورزش، موسیقی، نویسندگی، آوازخوانی و غیره» را به قصد لذت بردن اجرا کند نه به قصد پول و کوپیته آماتور است.
۲. فرد که چیزی را به ذوق شوق و علاقمندی مطالعه و تعقیب نماید و از آن طریق به شهرت و به مقصد رسد آماتور گویند.
۳. مطالعهٔ علم بدون پرداخت را که در آن مقاصدی نهفته باشد آماتور می‌گویند.
۴. اشتغال به یک هنر بدون آموزش رسمی که ذوقاً تعقیب شود و این ذوق خاص برای پول نباشد آماتور گویند. آماتور می‌شود منفی یا مثبت باشد. مثلاً جوانان شجاع که مهارت در جنگ دارند به‌منظور دفاع از چیزی در جنگ‌ها شرکت می‌نمایند. اکثر نقاشان، بازیگران سینما، موسیقی‌نوازان، آوازخوانان یا ورزشکاران آماتور دارای آموزش رسمی نیستند و شغل دیگری دارند، ولی غرض از انجام آن، شهرت، خدمت به دیگران یا خدمت به خود فعالیت می‌باشد. اگر این فعالیت‌ها، مختص به‌منظور بدست آوردن پول نباشد، آماتور گفته می‌شود.
۵. شخص بی‌تجربه و غیرماهر که یک فعالیت خاص را به‌منظور تفریح یا خدمت رایگان پیش می‌برد آماتور است.